# Rafael Guízar Valencia
Rafael Guízar Valencia (Cotija, 26 aprile 1878 – Città del Messico, 6 giugno 1938) è stato un vescovo cattolico messicano, proclamato santo da papa Benedetto XVI nel 2006.

## Biografia
Fu vescovo di Veracruz-Jalapa dal 1919; sua sorella, Maura Degollado Guízar, era la madre di Marcial Maciel, fondatore dei Legionari di Cristo.

## Culto
Beatificato da papa Giovanni Paolo II nel 1995, è stato canonizzato il 15 ottobre 2006 da papa Benedetto XVI.
Il 12 marzo 2007 la Congregazione per il culto divino e la disciplina dei sacramenti l'ha confermato patrono dei vescovi messicani.

## Genealogia episcopale e successione apostolica
La genealogia episcopale è:
- Cardinale Scipione Rebiba
- Cardinale Giulio Antonio Santori
- Cardinale Girolamo Bernerio, O.P.
- Arcivescovo Galeazzo Sanvitale
- Cardinale Ludovico Ludovisi
- Cardinale Luigi Caetani
- Cardinale Ulderico Carpegna
- Cardinale Paluzzo Paluzzi Altieri degli Albertoni
- Papa Benedetto XIII
- Papa Benedetto XIV
- Papa Clemente XIII
- Cardinale Marcantonio Colonna
- Cardinale Giacinto Sigismondo Gerdil, B.
- Cardinale Giulio Maria della Somaglia
- Cardinale Carlo Odescalchi, S.I.
- Cardinale Costantino Patrizi Naro
- Cardinale Lucido Maria Parocchi
- Cardinale Pietro Respighi
- Cardinale Vittorio Amedeo Ranuzzi de' Bianchi
- Arcivescovo Tito Trocchi
- Vescovo Rafael Guízar Valencia

La successione apostolica è:
- Arcivescovo Antonio Guízar y Valencia (1921)
- Vescovo Nicolás Corona y Corona (1923)
- Vescovo Serafín María Armora y González (1923)